# International Council of Management Consulting Institutes
Das International Council of Management Consulting Institutes (ICMCI) ist der Welt-Dachverband der nationalen Unternehmensberaterverbände. 2016 gehörten dem ICMCI 48 Länder an.

## Aufgaben und Struktur
ICMCI wurde 1987 gegründet und trägt seit 2013 den Namen CMC-Global.
Der Verband sieht seine Aufgabe im Informationsaustausch zwischen den Mitgliedsverbänden, in der Definition eines Mindeststandards (Common Body of Knowledge) und einer Qualitätsauszeichnung (CMC – Certified Management Consultant), die auf Lizenzbasis unter strenger internationaler Kontrolle von den Mitgliedsverbänden vergeben wird, um bei Unternehmensberatern Qualitätsstandards wie etwa im internationalen Vergleich auch bei Wirtschaftsprüfern oder Zivilingenieuren vorhanden sicherzustellen. Weiters haben ethische Aspekte bzw. professionelle Grundwerte und Transparenz große Bedeutung.

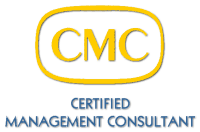
Certified Management Consultant „CMC“ Marke

Unter Führung des CMC-Global und vor allem seiner deutschsprachigen Mitgliedsverbände wurde zudem der für 2017 erwartete ISO-Standard 20700 für Unternehmensberatung entwickelt.
Organisatorisch arbeitet das CMC-Global in regionalen Clustern (Americas, Europe, Africa, Asia) sogenannten „Hubs“. Präsident des CMC-Global ist Sorin Caian (ROM), Präsident des European Hub Jan Willem Kradolfer (NL).
Nationale deutschsprachige Mitgliedsverbände sind:
Deutschland – Bundesverband Deutscher Unternehmensberatungen (BDU)
Österreich – Fachverband Unternehmensberatung, Buchhaltung und Informationstechnologie (UBIT)
Schweiz – Association of Management Consultants Switzerland (ASCO) – Berufsverband Schweizer Unternehmensberater
2019 weist das CMC-Global etwa 34.000 Mitglieder auf, welche jedoch über die Einzelverbände Mitglied sind.

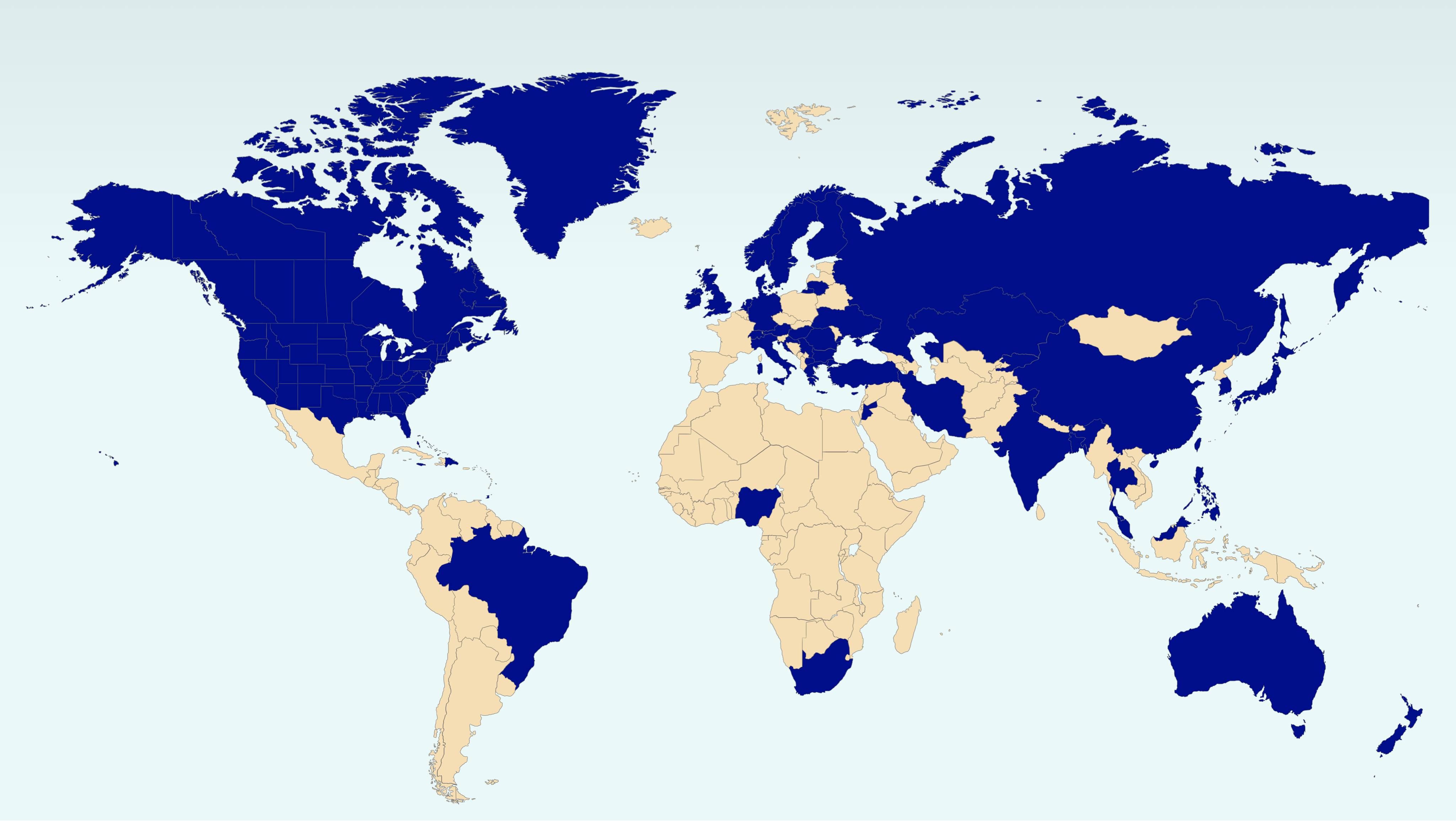
CMC-Global Mitgliedsländer

## Certified Management Consultant (CMC)
Einem größeren branchenexternen Personenkreis bekannt ist die typischerweise als Titel-Kürzel hinter dem Namen geführte Zertifizierung CMC (Certified Management Consultant) für Personen, die sich einem vom ICMCI festgelegten Zertifizierungsverfahren unterzogen haben, welchem ein umfassendes Regelwerk zugrunde liegt.
2019 gab es 6.708 zertifizierte Personen in 48 Mitgliedsländern. Die Zertifizierung ist vor allem im nordamerikanischen, asiatischen und europäischen Raum verbreitet und genießt internationales Ansehen.

## Global Chair CMC-Global
- 1987–1989: John D. Roethle (USA)
- 1989–1991: Hedley Thomas (UK)
- 1991–1993: David Amar (Kanada)
- 1993–1995: Michael Shays (USA)
- 1995–1997: Denis Tindley (UK)
- 1997–1999: Walter Vieira (Indien)
- 1999–2001: Hans de Sonnaville (Niederlande)
- 2001–2003: Richard Elliott (Australien)
- 2003–2005: Barry Curnow (UK)
- 2005–2007: Peter Sorensen (Dänemark)
- 2007–2009: Brian Ing (UK)
- 2009–2011: Aneeta Madhok (Indien)
- 2011–2013: Francesco D’Aprile (Italien)
- 2013–2015: Tim Millar (Australien)
- 2015–2018: Sorin Caian (Rumänien)
- 2018–2021: Dwight Mihalicz (Kanada)

## Internationale CMC Konferenz
Seit 2013 organisiert CMC-Global jedes Jahr die „Internationale CMC-Konferenz“ mit einer anderen Organisationsnation, die mit CMC-Global assoziiert ist.
- 2013: 1. Internationale CMC-Konferenz in Johannesburg (Südafrika)
- 2014: 2. Seoul (Südkorea)
- 2015: 3. Noordwijk Amsterdam (Niederlande)
- 2016: 4. Toronto (Kanada)
- 2017: 5. Astana (Kasachstan) 4.–7. September
- 2018: 6. Milano (Italien), 16.–19. Oktober[8]
- 2019: 7. Nassau (Bahamas), 15.–18. Oktober[9]
- 2020: 8. Beirut (Libanon) 4.–8. Oktober[10]